# Mark Grosy
Mark Grosy est un acteur français né le 14 novembre 1972 à Paris.

## Biographie
Mark Grosy entame une carrière de mannequin en 1991 qui durera 10 ans et qui l’amènera à apparaître dans de nombreuses publicités.
Après une formation de 3 ans au Cours d'Art Dramatique Viriot, il entame sa carrière en 2008 par un rôle dans Cash d'Eric Besnard puis Celle que j'aime d'Elie Chouraqui.
Il se fait rapidement remarquer à la télévision en apparaissant dans les séries Femmes de Loi, Profilage ou encore Caïn. Il a également interprété le rôle du Procureur Divo dans Le Juge est une femme.
On lui confie alors des rôles plus importants, c'est ainsi qu'on a pu le voir incarner le lieutenant Kieffer dans Interpol et Franck Deshaies au côté de Michele Bernier dans La Smala s'en mêle.
Il fait son retour au cinéma en 2017 puisqu'il apparaît dans Santa & Cie d'Alain Chabat puis dans Les Aventures de Spirou et Fantasio d'Alexandre Coffre. On peut le voir également  dans la saison 7 épisode 4 de la série Tandem dans le rôle de l'entraineur sportif
Membre du jury 2024 au Festival International du Film Fantastique de Menton https://www.festival-film-fantastique.com/mark-grosy-acteur-comedien

## Filmographie

### Cinéma

#### Longs métrages
- 2009 : Safari d'Olivier Baroux
- 2009 : Celle que j'aime de Elie Chouraqui : Alex
- 2017 : Santa et Cie d'Alain Chabat : le pharmacien
- 2018 : Les Aventures de Spirou et Fantasio de Alexandre Coffre : Teddy
- 2018 : La Finale de Robin Sykes : Lucien Montlouis-Felicité
- 2019 : Il Vegetale de Gennaro Nunziante : Usman
- 2019 : Mon frère de Julien Abraham : le père
- 2023 : Les Rascals de Jimmy Laporal - Trésor

#### Courts métrages
- 1999 : Tourbillons de Alain Gomis
- 2001 : 3 Taxis de Luc Victot
- 2002 : De bon augure de Jean François Marc
- 2002 : Souviens-toi de moi de Franck Aubehais
- 2016 : Je t’aime à la folie de Gilbert Glogowski

### Télévision
- 2007 : Off Prime de Bruno Solo : Agent de sécurité
- 2008 : Sur le fil de Bruno Garcia épisode « Revanche », saison 2 : Jimmy
- 2008 : Femme de loi de Patrice Martineau épisode « Mort sur le net », saison 8 : Cobra
- 2009 : Cartouche, le brigand magnifique d'Henri Helman : Timour
- 2009 : L’internat de Bruno Garcia, Christophe Douchand, saison 1 : Julien Navarre
- 2010 : Un divorce de chien de Lorraine Levy : Lieutenant de police
- 2010 : Profilage de Christophe Lamotte épisode « De l’autre côté du miroir », saison 2 : Voiturier
- 2010-2012 : Interpol d'Éric Leroux, Éric Summer, Jérôme Navarro, Nicolas Herdt, Laurent Levy : Antoine Kieffer
- 2012 : Les Fauves de José Pinheiro : Tony
- 2012 : Simple question de temps de Henri Helman : Ali
- 2012 : Caïn de Bertrand Arthuys épisode « Dans la Peau », saison 1 : Leo Wamba
- 2012-2016: La smala s’en mêle de Didier Grousset, Thierry Petit, Olivier Barma : Franck Deshaies
- 2013-2014 : Alice Nevers, le juge est une femme de Laurent Levy, saisons 11 et 12 (6 épisodes) : Procureur Divo
- 2014 : Falco de Alexandre Laurent épisodes « Samaël » et « Artifices » , saison 2 : Alain Grant
- 2016 : Section zéro d'Olivier Marchal épisodes « Bloc 13 » et « Du sang et des larmes », saison 1 : Mosïa Emerson
- 2017 : Capitaine Marleau de Josée Dayan épisode « À ciel ouvert » : Ismaël Diallo
- 2018 : Spring Tide de Pontus Klänge épisode « The third voice » : Philippe Martin
- 2019 : ZeroZeroZero de Janus Metz : Mongo
- 2019 : Balthazar : Éric Favier
- 2021 : Tropiques criminels (saison 2 épisodes 4 et 5) : Gaëtan Coste
- 2022 à 2024 : Ici tout commence (saisons 2 à 4) : Édouard Fayet - personnage récurrent
- 2022 : L'Homme de nos vies de Frédéric Berthe : Olivier
- 2022 : Répercussions de Virginie Wagon : juge Éric Colville
- 2023 : Master Crimes de Marwen Abdallah : Sébastien Ternard

## Doublage

### Films
- Lonnie Rashid « Common » Lynn, Jr. dans :
  - American Gangster (2007) : Turner Lucas
  - Terminator Renaissance (2009) : Barnes
  - Suicide Squad (2016) : Monster T

- 2004 : Piège de feu : Tommy Drake (Morris Chestnut)
- 2006 : Eragon : Ajihad (Djimon Hounsou)
- 2008 : Hancock : le 10ème condamné (Jack Axelrod)
- 2008 : Le Monde de Narnia : Le Prince Caspian : Ouragan le centaure (Cornell John)
- 2011 : Or noir : Hassan Dakhil (Eriq Ebouaney)
- 2015 : Au cœur de l'océan : William Bond (Gary Beadle)
- 2015 : Joy : Ray Cagney (Johnny Lee Davenport (en))
- 2019 : Star Wars, épisode IX : L'Ascension de Skywalker : ? ( ? )
- 2021 : Billie Holiday, une affaire d'État : John Levy (Tone Bell (en))

### Films d'animation
- 2021 : The Witcher : Le Cauchemar du Loup : voix additionnelles

### Séries télévisées
- 2019[7] : Wu-Tang: An American Saga : Just-Ice (Motell Gyn-Foster) (saison 1, épisode 8)
- 2020 : Queen Sono : Adamu ( ? )